# ایسایا کلین ایکینک
ایسایا کلین ایکینک (انگلیسی: Isaya Klein Ikkink؛ زادهٔ ۱۳ مهٔ ۲۰۰۳) دونده سرعت اهل هلند است.
وی در مسابقات کشوری و بین‌المللی در مجموع برندهٔ ۱ مدال نقره شده است.